# Метели (Кировская область)
Метели — деревня в Советском районе Кировской области в составе Родыгинского сельского поселения. 

## География
Находится на правом берегу Вятки на расстоянии примерно 18 километров по прямой на северо-запад от нового моста через реку Пижма в районном центре городе Советск.

## История
Известна с 1678 года как деревня Закокшайская с 2 дворами, в 1764 учтено было 76 жителей. В 1873 году здесь (деревня Метелевская или Закокшайская) отмечено дворов 4 и жителей 28, в 1905 7 и 54, в 1926 9 и 46, в 1950 10 и 48. В 1989 году осталось 8 жителей. Ныне имеет дачный характер.

## Население
Постоянное население составляло 5 человек (русские 100%) в 2002 году, 5 в 2010.